# Častolowitz (Adelsgeschlecht)

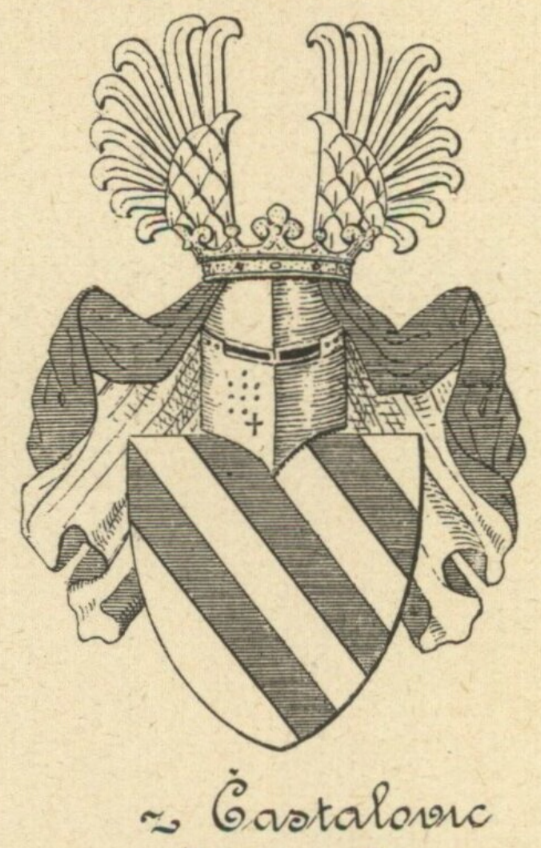
Wappen

Das böhmische Adelsgeschlecht von Častolowitz (auch: Tschastolowitz, Czastolowitz; tschechisch: z Častolovic) ist für das 14. und 15. Jahrhundert bekannt.
Das Adelsgeschlecht von Častolowitz besaß ursprünglich neben der gleichnamigen Herrschaft Častolowitz weitere Besitzungen in Ostböhmen. Über ihre Herkunft gibt es keine Nachweise; es wird angenommen, dass sie ein Zweig der Hrabischitzer waren. Im 14. und 15. Jahrhundert erlangten folgende Familienmitglieder bedeutende politische Positionen:
- Puta d. Ä. von Častolowitz († 1397), Landeshauptmann des Glatzer Landes, Burggraf von Pottenstein, Hauptmann von Brandenburg sowie Hauptmann von Luxemburg. Dessen Sohn:

- Puta d. J. von Častolowitz († 1434), Landeshauptmann von Glatz, Frankenstein und Münsterberg. Erwarb sich große Verdienste im Kampf gegen die Hussiten. Mit Puta d. J. starb das Geschlecht Častolowitz in männlicher Linie aus. Seine Tochter Salome vermählte sich mit Wilhelm von Troppau. Putas Witwe Anna heiratete in zweiter Ehe den Hussitenhauptmann Hynek Kruschina von Lichtenburg.